# Вулиця Героїв УПА (Кременчук)
Ву́лиця Героїв УПА — одна з вулиць Кременчука. Протяжність близько 700 метрів. На цій вулиці знаходиться школа №25

## Розташування
Вулиця розташована в нагірній частині міста. Починається з проспекту Свободи та прямує на північний схід, де входить у вул. Вадима Пугачова.

## Будівлі та об'єкти
- Буд. № 16  — Колегіум № 25 [1].
- Буд. № 20 — ТОВ науково-виробнича комерційна фірма «Влів» [2].та Школа номер 18.